# Чобанкьойска афера
Чобанкьойската афера е провал на ВМОРО в Дедеагачко от август 1903 година.

## Предистория
На 5-6 юли 1903 година Родопският конгрес на V Ахъчелебийско-Скечански революционен район на Одринския революционен окръг на ВМОРО приема решение поради етническата структура на местното население, военната подготовка и липсата на оръжие, въстанието в V район да се ограничи главно с провеждане на саботажни акции.

## Атентат
Петър Манджуков и Константин Нунков правят неуспешни опити да минират линията Дедеагач-Солун при селата Кръстополе и Габрово, които са близо до изхода на линията от тунелната област. Неуспешни опити за атентати на железопътната линия правят и Марин Чолаков и Тане Николов. Недялко Килев от четата на Марин Чолаков поставя динамит на железопътната линия между Гюмюрджина и Демирбейли, но при оттеглянето си е видян от охраната на линията и динамитът е намерен и прибран от нея.
На 18 август избухва адска машина на железопътната линия Дедеагач-Солун между селата Кьосемеджит (турско) и Чобанкьой (българско). Атентатът е организиран от Килев. и съвпада с датата на обявяването на въстаническите действия в Одринския окръг.

## Афера
След атентата турските военни власти предприемат усилени претърсвания в близките български села. Членът на Чобанкьойския революционен комитет Ради Делчев започва да дава сведения на властите и аферата се разраства още повече. Задържани са няколко души от Чобанкьой и съседното българско село Каледжидере. От тези две села аферата се разпростира и към другите български дедеагачки села. В Еникьой са издадени всички организационни членове, но доста се спасяват. Арестуваните около 33 души са изпратени в Одрин за съдене от военен съд.
| Име                      | Населено място | Бележка                                                                              |
| ------------------------ | -------------- | ------------------------------------------------------------------------------------ |
| Курти (Куртю) Матев      | Чобанкьой      | осъден на смърт чрез обесване като атентатор                                         |
| Запрян Николов           | Чобанкьой      | осъден на смърт чрез обесване като атентатор                                         |
| Вълко Стойков            | Чобанкьой      | учител, осъден на 15 години                                                          |
| Стою Стойков             | Чобанкьой      | брат на Вълко Стойков, осъден на 15 години                                           |
| Киро Пасков              | Чобанкьой      | осъден на 15 години                                                                  |
| Паско Кирев              | Чобанкьой      | бащата на Киро Пасков, полудял в Одринския затвор, осъден на 15 години               |
| Георги Тумбев            | Каледжидере    | осъден на смърт чрез обесване като атентатор                                         |
| Никола Василев Пехливана | Каледжидере    | осъден на смърт чрез обесване като атентатор                                         |
| Димитър Хаджишенков      | Каледжидере    | осъден на 15 години                                                                  |
| Яни Кирчев               | Каледжидере    | свещеник, осъден на 15 години                                                        |
| Вълчо Тюркеджиев         | Еникьой        | осъден на 15 години                                                                  |
| Ангел Ловчиев            | Еникьой        | осъден на 15 години                                                                  |
| Тодор Ушев               | Еникьой        | осъден на 15 години                                                                  |
| дядо Георги Делигрудев   | Еникьой        | осъден на 15 години                                                                  |
| Димитър Касап Митро      | Еникьой        | осъден на 15 години                                                                  |
| Васил Саракинов          | Еникьой        | кмет, самоубил се при арестите                                                       |
| Неколцина селяни         | Еникьой        | осъден на 15 години                                                                  |
| Петко Арнаудов           | Дервент        | мъчен, но не издал никого и Дервент се спасява, осъден на 15 години                  |
| Христо Митрев Пашанов    | Лъджакьой      | завел четата в Чобанкьой, успял да избяга след ареста в Дервент, осъден на 15 години |
| Делчо Лякъта             | Доганхисар     | осъден на 15 години                                                                  |
| Димитър Стоянов Киречиев | Манастир       | учител, осъден на 15 години                                                          |

Осъдените на затвор са амнистирани при голямата амнистия от 1904 година. Осъдените на смърт не са екзекутирани и лежат в затвора до 1908 година, когато са освободени след Младотурската революция.
Мнозина от легалните революционни дейци вследствие на аферата бягат или в районната чета или в Свободна България. Така например Вълчо Сариев от Дедеагач е арестуван, но бяга от следствието и се присъединява към районната чета. В четата забягва и Ангел Лавчиев от Дедеагач, както и Георги Калоянов и Коста Бояджиев от Доганхисар.